# عمل مشتق

مارسيل دوشامب قطعة LHOOQ لعام 1919 ، وهو عمل مشتق يعتمد على الموناليزا.

في قانون حقوق التأليف والنشر ، يعتبر المصنف المشتق عبارة عن اقتباس أو إبداع تعبيري يتضمن استخدام أعمال أو عناصر رئيسية محمية بحقوق النشر من عمل أصلي تم إنشاؤه مسبقًا (العمل الأساسي)، ويصبح العمل المشتق عملًا ثانيًا منفصلاً ومستقلاً في الشكل عن الأول وله حقوق مستقلة.
لكي يتم وصف أي عمل بأنه مشتق: يجب أن يتم تحويل العمل أو تعديله أو بشكل جوهريًا وأن يحمل شخصية مؤلفه وأن يبذل فيه مجهود بشري بما يكفي ليكون عملاً جديداً.
الكثير من الأعمال المشتقة تستفيد من مبدأ الاستخدام العادل (بالإنجليزية: Fair use)‏ من خلال استخدام جزء بسيط من العمل الأصلي بالحد المسموح قانوناً مع ضرورة الإشارة للمنتج، ولكن في كثير من الأحيان يتطلب من مبتكر العمل المشتق أن يحصل أولاً على ترخيص من منتج العمل الأصلي للسماح له بالاشتقاق أو إعادة استخدام أو التعديل عليه، ولذلك يلجأ الكثير من الأشخاص لاستخدام أعمال ذات تراخيص حرة مثل: المشاع الإبداعي أو الأعمال التي صارت في الملكية العامة بعد أنتهاء فترة الحماية القانونية.

## أشهر الأمثلة
أشهر الأمثلة على الأعمال المشتقة:
- الترجمات
- الاقتباس الأدبي
- الأغاني المقلدة Cover
- إعادة توزيع الموسيقى remix
- المونتاج السينمائي لفيديوهات سبق تقديمها

## الوضع القانوني
تسعى النظم القانونية لمعظم البلدان إلى حماية المصنفات الأصلية والمشتقة.  يمنحون المؤلفين الحق في عرقلة أو التحكم بطريقة أخرى في سلامتهم ومصالح المؤلف التجارية. تستفيد المصنفات المشتقة ومؤلفيها بدورها من الحماية الكاملة لحقوق الطبع والنشر دون المساس بحقوق مؤلف المصنف الأصلي.